# Monastero di San Juan de Duero
Il Monastero di San Juan de Duero è un monastero medievale in rovina situato a Soria, in Spagna. Appartenuto ai Cavalieri Ospitalieri, l'edificio è protetto dal 1882 ed è una Bien de Interés Cultural.
Ciò che rimane oggi, la chiesa e il chiostro, sono i resti di un monastero costruito nella prima metà del XII secolo sulle rive del fiume Duero e che rimase abitato fino al XVIII secolo.